# Championnat de France de football 1919 (USFSA)
Navigation
Championnat 1914

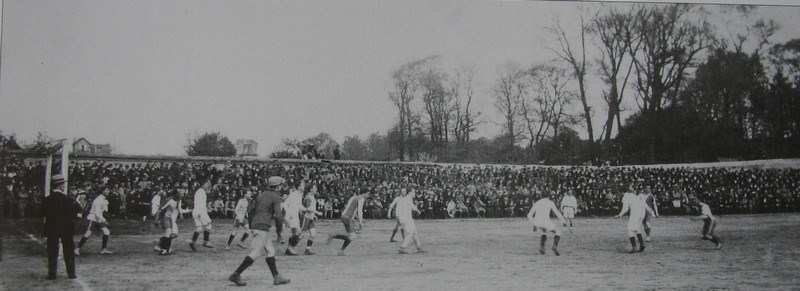
La finale Marseille - Le Havre.

Le Championnat de France de football USFSA 1919, aussi appelée Coupe de l'Union, met aux prises les champions régionaux de l'USFSA.

## Championnat de France

### Tour préliminaire
- - Olympique de Marseille 2-1 Herculis de Monaco [1]

### Huitièmes de finale
- 16 février, 16 et 23 mars 1919
  - Alliance vélo sport d'Auxerre 5-0 Racing club bourguignon Dijon
  - Olympique de Marseille 16-0 SPMSA Romans
  - Club sportif et malouin servannais 4-0 Club sportif d'Alençon
  - Club olympique choletais 1-1 AS limousine Poitiers (forfait de Poitiers pour le match à rejouer)
  - Stade Bordelais UC 6-0 Stadoceste tarbais
  - Club sportif des Terreaux - CAS Montluçon (forfait de Montluçon)

30 mars 1919
- - Le Havre AC 2-0 Stade vélo club Abbeville
  - RC Paris 2-1 SS Romilly

### Quarts de finale
- 6 et 13 avril 1919
  - Club sportif des Terreaux 3-1 Alliance vélo sport d'Auxerre (à Dijon)
  - Olympique de Marseille 2-1 Stade bordelais UC (à Toulouse, le 6 avril[3]
  - Le Havre AC 1-0 RC Paris (à Paris)
  - Club sportif et malouin servannais 3-1 Club olympique choletais (à Redon)

### Demi-finales
Les demi-finales ont lieu le 27 avril,.
- 27 avril 1919, à Lyon
  - Olympique de Marseille 6-1 Club sportif des Terreaux

- 27 avril 1919
  - Le Havre AC 4-0 Club Sportif et Malouin Servannais

### Finale
Le finale a lieu le 11 mai.
| 11 mai 1919                                                                                                | Le Havre AC               | 4 – 1 | Olympique de Marseille | Stade de la Cavée Verte, Le Havre               |                                                 |
| | Rénier pen, pen · Fryer , | (3 – 1) | 10e Jacquier           | Spectateurs : 12 000 Arbitrage : Louis Fourgous | Spectateurs : 12 000 Arbitrage : Louis Fourgous |
| Raymond Frémont, Chemel, Lemat, Lemaître, Carnaby, Marin, Ami, Robert Accard, Duval, Albert Rénier, Fryer. | Équipes                   | Bérengier, André Gascard, Charley Scheibenstock, Klug, Henri Scheibenstock, Lefèvre, Adolphe Michel, Louis Jacquier, Victor Giral, Léo Coti, Séguy |                        | Spectateurs : 12 000 Arbitrage : Louis Fourgous | Spectateurs : 12 000 Arbitrage : Louis Fourgous |